# Paul Theodor König
Paul Theodor König (* 27. Oktober 1872 in Beeck, Kreis Duisburg; † vor 1927) war ein deutscher Porträtmaler.

## Leben
König war von 1895 bis 1897 und von 1899 bis 1915 in Rom tätig, wo er im Deutschen Künstlerverein verkehrte. Dann lebte er in Berlin, ab 1921 wieder in Rom. Zu Anfang des 20. Jahrhunderts lebte er auch eine Weile in Düsseldorf. 1921 stellte er in München eine Ölskizze mit dem Bildnis Papst Benedikts XV. aus.